# Торбете-Джам
Торбете-Джам (перс. تربت جام‎) — город на северо-востоке Ирана, в провинции Хорасан-Резави. Административный центр одноимённого шахрестана.

## География
Город находится в восточной части остана, на правом берегу реки Джам, на высоте 898 метров над уровнем моря.
Торбете-Джам расположен на расстоянии приблизительно 142 километров к юго-востоку от Мешхеда, административного центра провинции и на расстоянии 823 километров к востоку от Тегерана, столицы страны. Ближайший аэропорт расположен в городе Мешхед.

## Население
По данным переписи, на 2006 год население составляло 83 558 человек.
| 1986   | 1991   | 1996   | 2006   | 2012   |
| ------ | ------ | ------ | ------ | ------ |
| 64 010 | 82 790 | 68 483 | 83 558 | 88 494 |

## Достопримечательности
В городе расположена мазар (мавзолей) средневекового суфийского писателя, поэта и мистика Шейха Ахмада Джами.